# Gasteruption floreum
Gasteruption floreum is een vliesvleugelig insect uit de familie van de Gasteruptiidae. De wetenschappelijke naam van de soort is voor het eerst geldig gepubliceerd in 1903 door Szepligeti.